# Joel Dorn
Joel Dorn (* 7. April 1942 in Yeadon, Pennsylvania; † 17. Dezember 2007 in New York City) war ein US-amerikanischer Jazz- und R&B-Musikproduzent und Plattenlabelgründer.

## Leben und Werk
Joel Dorn arbeitete zwischen 1967 und 1974 für Atlantic Records, für die er unter anderem alleine 15 Alben des Jazzmusikers Rahsaan Roland Kirk produzierte und 32 Jazz; Label M und Hyena Records sind Labels, die er gründete. Er nannte sich selbst „The Masked Announcer“ (der maskierte Ansager).
Joel Dorn gewann mehrere Grammy Awards, unter anderem:
- „The First Time Ever I Saw Your Face“ von Roberta Flack, 1972 Schallplatte des Jahres.
- „Killing Me Softly With His Song“ von Roberta Flack, 1974 Platte des Jahres.

Wie auf seinem Label Hyena Records veröffentlichte er auch früher Aufnahmen erfolgreicher Jazzmusiker, wie Kenny Barron, Bobby Hutcherson, Mulgrew Miller und viele andere.
Dorn starb an einem Herzanfall. Er hinterlässt drei Söhne. Sein Sohn Adam Dorn, bekannt unter dem Pseudonym Mocean Worker, ist als Jazz-Musiker und Produzent tätig.